# Whaddon Road
Whaddon Road (od nazwy sponsora Abbey Business Stadium) – stadion piłkarski położony w mieście Cheltenham w  Wielkiej Brytanii. Oddany został do użytku w 1932 roku. Obecnie swoje mecze na tym obiekcie rozgrywa zespół Cheltenham Town F.C., jego pojemność wynosi 7 066 miejsc.